# علي بن عثام
الإمام الحفاظ علي بن عثام بن علي ، أبو الحسن الكلابي العامري الكوفي ، أحد أئمة ورواة الحديث وهو ثقة. قال الحاكم في " تاريخه " : أديب فقيه ، حافظ زاهد ، واحد عصره لا يحدث إلا بالجهد ، وأكثر ما أخذ عنه الحكايات والزهديات والتفسير ، والجرح والتعديل"، سكن نيسابور ومات بطرسوس آخر أيام التشريق سنة ثمان وعشرين ومائتين

## روايته للحديث النبوي
- سمع حماد بن زيد ، وشريكا القاضي ، وعبد السلام بن حرب ، وفضيل بن عياض ، وداود الطائي ، وابن المبارك ، وسفيان بن عيينة ، وأباه عثام بن علي ، ومالك بن أنس ، وغندرا ، وعبد الله بن إدريس ، وعددا كثيرا .
- سمع منه : يحيى بن يحيى ، وإسحاق بن راهويه .
- وحدث عنه : الذهلي ، وأيوب بن الحسن ، وأحمد بن سعيد الدارمي ، وعلي بن سلمة اللبقي ، وسلمة بن شبيب ، وأبو حاتم الرازي ، وأبو أحمد الفراء ، وخلق سواهم .
- الجرح والتعديل : قال أبو حاتم الرازي : ثقة. وقال أبو عبد الله الحاكم النيسابوري : حافظ، واحد عصره. وقال ابن حجر العسقلاني: ثقة فاضل. وقال الذهبي : صدوق.